# Melanophryniscus montevidensis
Melanophryniscus montevidensis là một loài cóc trong họ Bufonidae.
Nó được tìm thấy ở Brasil và Uruguay.
Các môi trường sống tự nhiên của chúng là vùng cây bụi ôn đới, đầm nước ngọt có nước theo mùa, và vùng bờ biển cát. Loài này đang bị đe dọa do mất nơi sống.

## Hình ảnh

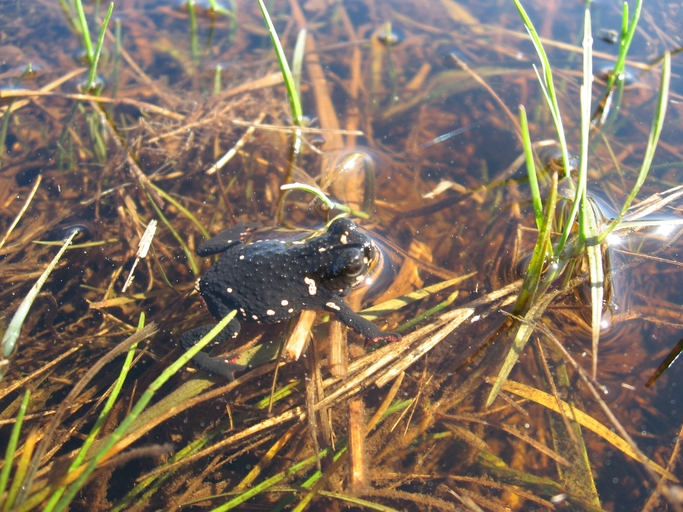
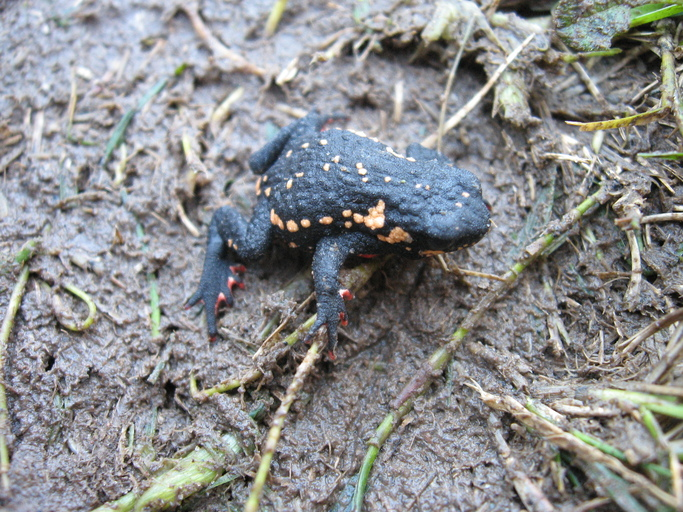
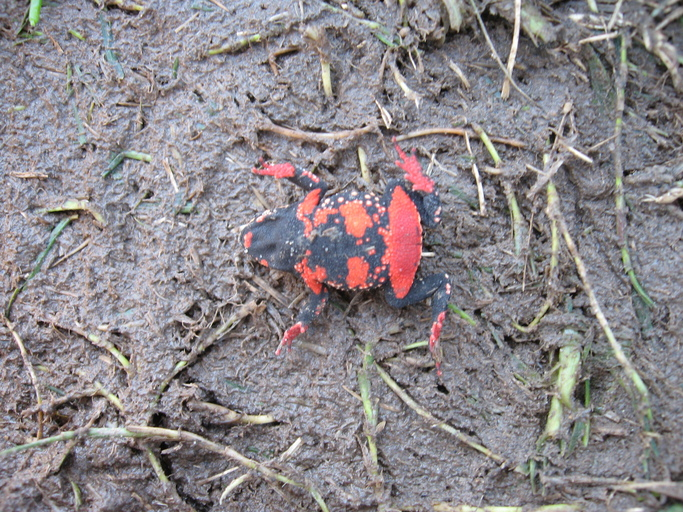
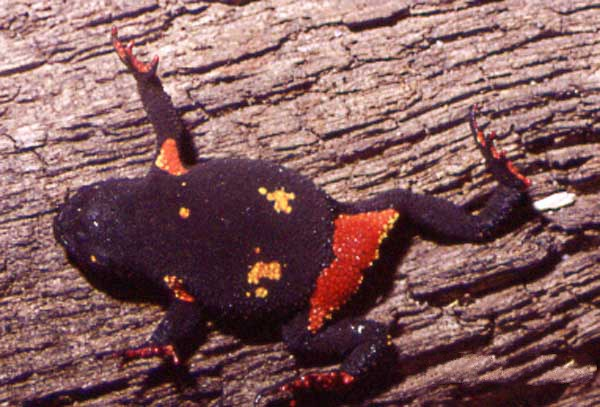